# Držimurec
Držimurec is een plaats in de gemeente Mala Subotica in de Kroatische provincie Međimurje. De plaats telt 946 inwoners (2001).